# Enrico Alberto d'Albertis

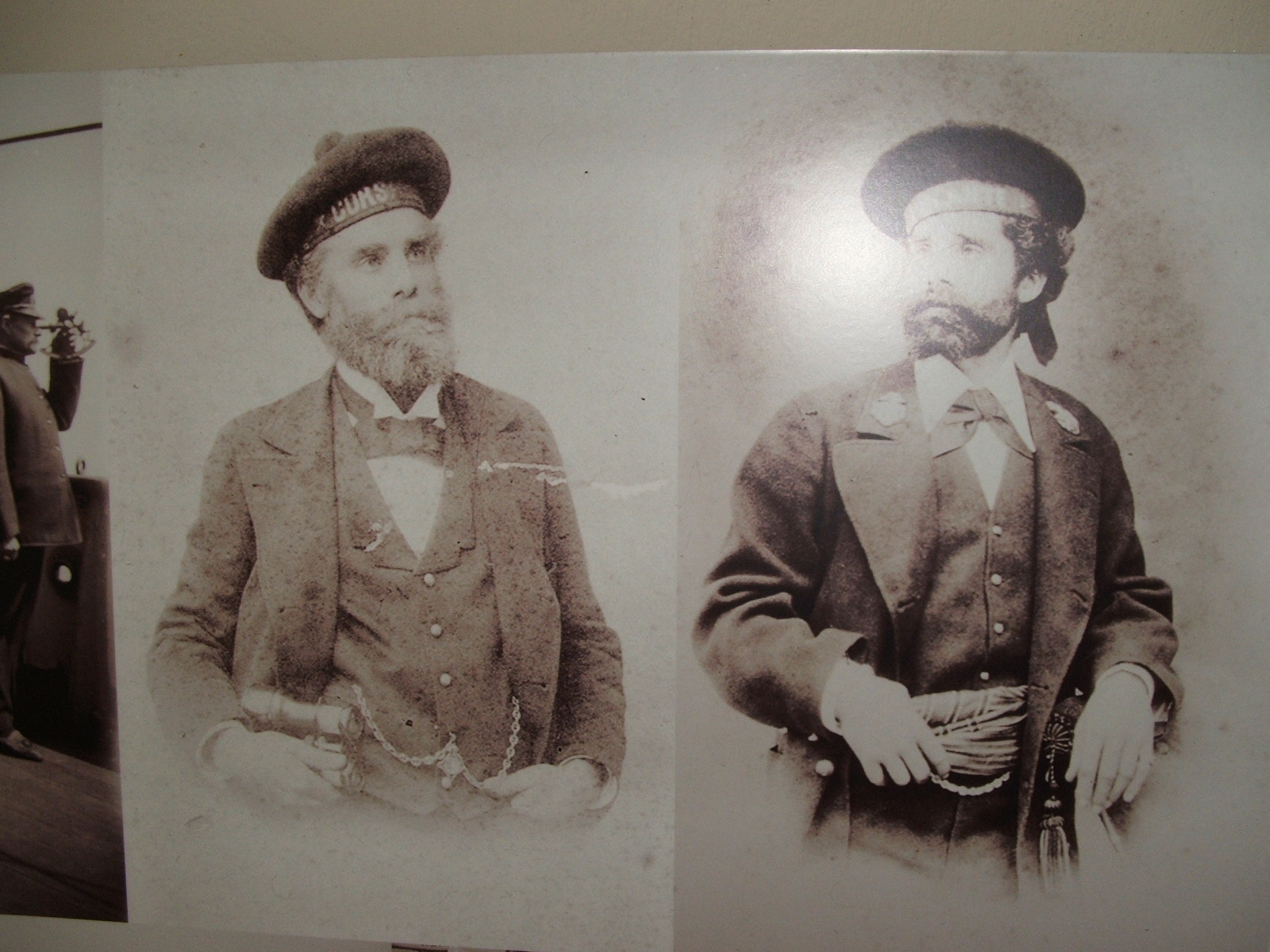
O capitão d'Albertis.

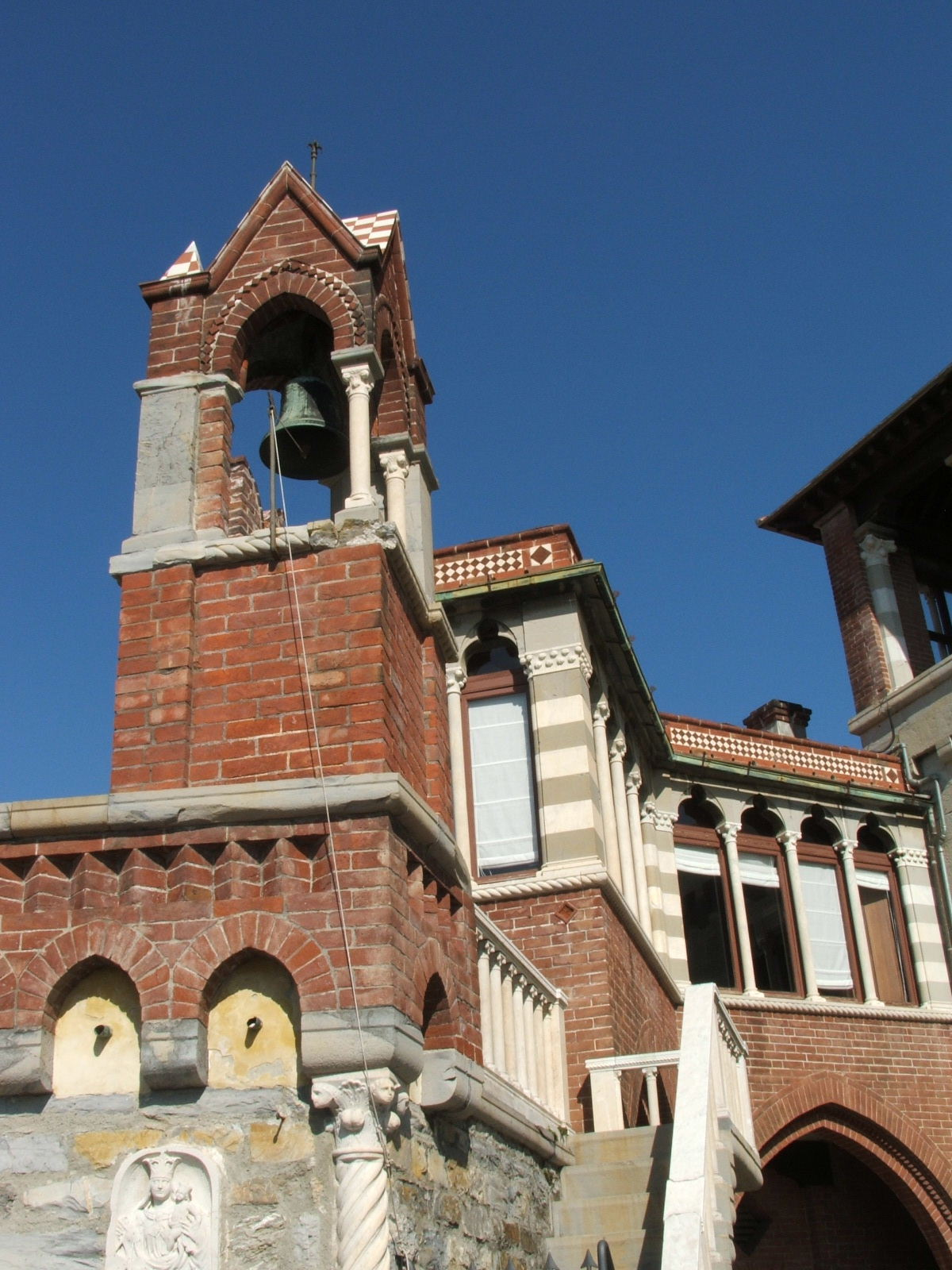
O Castello d'Albertis em Génova.

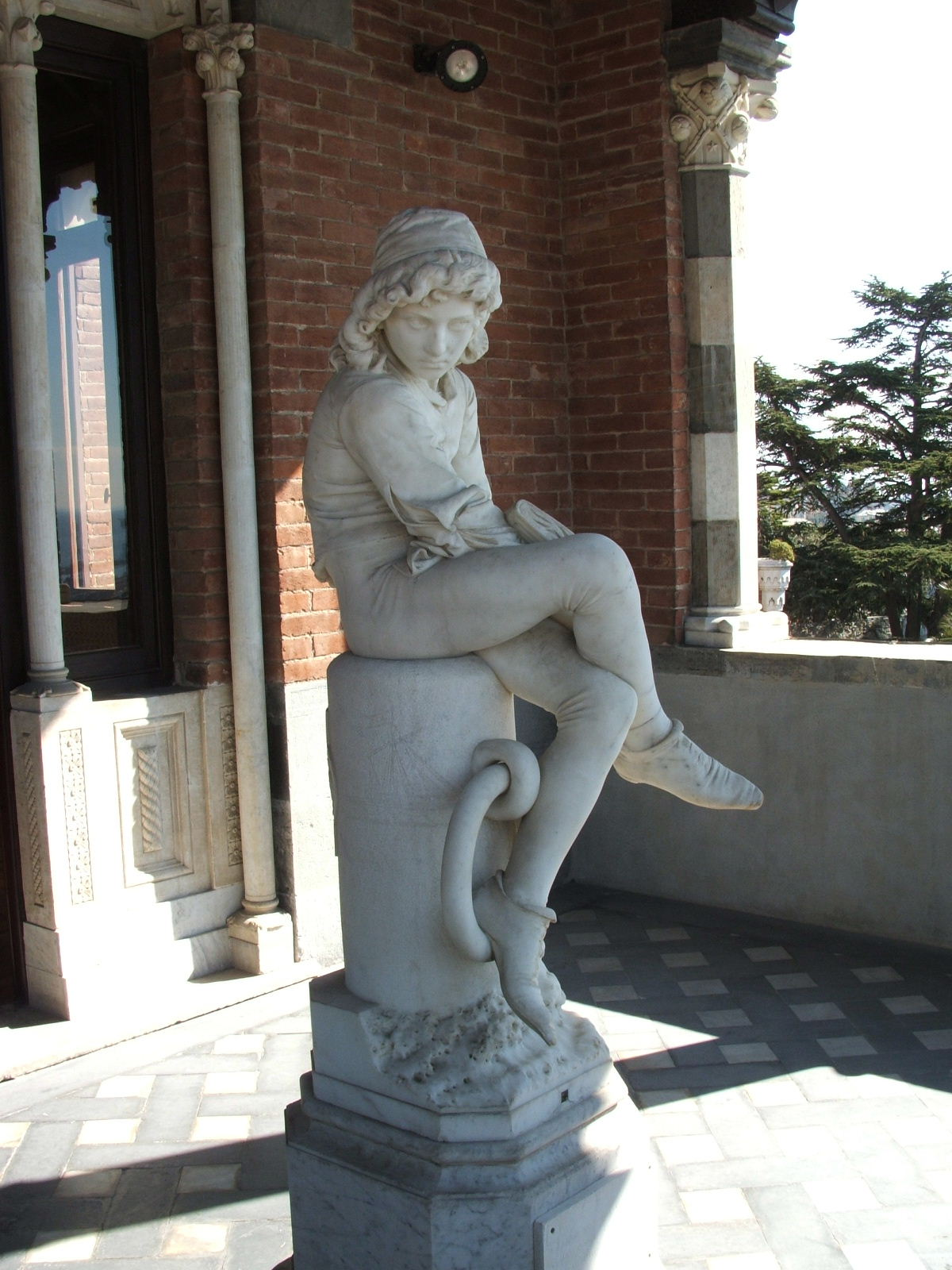
Representação de Cristóvão Colombo giovinetto (adolescente), obra de Giulio Monteverde, na coleção do Castello d'Albertis.

Enrico Alberto d'Albertis (Voltri, 23 de março de 1846 — Génova, 3 de março de 1932) foi um navegador, explorador e etnólogo, que se distinguiu como escritor e filântropo. O seu espírito aventureiro levou-o a ligar a sua vida ao mar e às viagens e a fazer dele um modelo de cultura científica, desenvolvida especialmente com base nas suas viagens transoceânicas a rotas muito pouco conhecidas na altura em que viveu. Foi um dos fundadores do primeiro Yacht Club em Itália (em 1879) e a bordo do Violante e do Corsaro, os seus dois iates cutter, percorreu o Mediterrâneo e o Oceano Atlântico, tendo numa das suas viagens seguido a rota percorrida, quatrocentos anos antes, por Cristóvão Colombo. O seu nome está ligado ao Castello d'Albertis, que legou para usufruto público e alberga atualmente o Museu das Culturas do Mundo (Museo delle Culture del Mondo). O seu primo Luigi Maria d'Albertis, membro da Expedição dos Mil (Spedizione garibaldina dei Mille), foi também um explorador, botânico e naturalista. Foi um dos paladinos da teoria da origem genovesa de Cristóvão Colombo.

## Biografia
Enrico d'Albertis nasceu na povoação portuária de Voltri, então nos arredores de Génova (cidade de que atualmente é parte), em 1846, o último dos três filhos de Violantina Giusti e de  Filippo d'Albertis, rico proprietário de uma fábrica de têxteis. Foi irmão de Bartolomeo d'Albertis e do conde Domenico d'Albertis.
Depois de frequentar o colégio interno Carlo Alberto, em Moncalieri (província de Turim), matriculou-se no Colégio Naval de Génova (Collegio di Marina di Genova), iniciando-se na vida do mar em 1862, a bordo da corveta Euridice, numa viagem ao Mar do Norte e ao Mar Báltico. No ano seguinte, 1863, participou numa viagem de instrução que o levou ao Egito e às ilhas Canárias. Terminou o curso do Colégio Naval em 1866, como guarda-marinha, depois de ter participado numa viagem de instrução para os alunos dessa escola no navio da Regia Marina Principe Umberto, comandado por Guglielmo Acton, a bordo do qual deu a volta ao mundo. No mesmo ano de 1866 participou na Batalha de Lissa contra a Marinha Austro-Húngara. Nos anos de 1867 a 1869 embarcou nos couraçados Ancona e Formidabile da Marinha Real Italiana. Em 19 de novembro de 1869, a bordo do Formidabile, assistiu à inauguração do Canal do Suez.
Em 1870, com 23 anos de idade, abandonou definitivamente a Marinha Real (a Regia Marina), tendo atingido o posto de guarda-marinha de primeira classe, para ingressar na marinha mercante. Em 1870 foi contratado como imediato do Emma D, a bordo do qual realizou várias viagens no Mediterrâneo Oriental e no Mar Negro. Com esse mesmo navio navegou para Inglaterra em 1871. De regresso a Génova, obteve o comando de um veleiro equipado com um motor auxiliar, o Emilia, que a caminho das Índias, liderou o primeiro comboio italiano através do Canal do Suez.
A figura do capitão d'Albertis é certamente a de uma pessoa original, movida pelo gosto dos desafios, da descoberta e da exploração. Em 1872, com apenas vinte e seis anos de idade, percorreu a distância entre a sua cidade, Génova, e Turim utilizando um velocípede de madeira com rodas metálicas. Na mesma altura, percorreu a pé, em tempo recorde, a distância entre a capital da Ligúria e Nice.
Impulsionado pela sua natureza aventureira, vende as suas ações na empresa familiar e, de 1874 até 1880, d'Albertis dedicou-se quase ininterruptamente ao prazer de navegar no Mar Mediterrâneo a bordo do seu iate Violante. Foi também durante este período que se realizou a primeira das suas três viagens à volta do mundo.
Em 1879, Enrico d'Albertis, em conjunto com Augusto Vittorio Vecchi (mais conhecido por Jack la Bolina), Coriolano Ponza di San Martino (o conde Ponza di San Martino), Giacomo Doria (o marquês Doria), Guglielmo Imperiali di Francavilla (o marquês Imperiale), e alguns outros, foi um dos fundadores do Regio Yacht Club Italiano. O estandarte do Violante, uma estrela branca num campo azul, foi durante anos o emblema do clube. 
A partir de 1882 dedicou-se a cruzeiros mais exigentes, para os quais utilizou um navio maior, o Corsário, que o levou até à ilha de San Salvador (Watling Island). Para a travessia, utilizou cópias, reconstruídas por ele próprio, dos instrumentos de navegação em uso no século XV: o quadrante, o astrolábio náutico e a balestilha. Após o sucesso da façanha, que lhe valeu a nomeação como capitão-tenente da reserva, efetuou a sua segunda viagem à volta do mundo entre 1895 e 1896. Nos anos seguintes, visitou os portos de Itália e outras partes da Europa.
O capitão d'Albertis completou três vezes a circum-navegação da Terra e uma vez a circum-navegação de África, utilizando os mais variados meios de transporte, do navio ao cavalo, do comboio ao camelo, do veleiro ao hidroavião. Nas suas viagens, construiu cento e três relógios de sol meridianos em todo o mundo, tirou milhares de fotografias e colecionou canhões, alabardas e outras armas.
Em 1886, adquiriu as ruínas do baluarte medieval de Montegalletto (ou Monte Galletto), uma das principais colinas de Génova, e mandou construir o seu próprio castelo em estilo medieval, incorporando os restos do baluarte de modo a preservar as estruturas remanescentes. O castelo, inicialmente conhecido como Castelo de Monte Galletto, atualmente Castello d'Albertis, acabou por se revelar uma curiosa e evocativa mistura de vários estilos arquitetónicos, de um encanto invulgar. Doado, após a sua morte, ao Município de Génova, é hoje sede do Museu da Cultura do Mundo de Génova (Museo delle Culture del Mondo).
Para além das viagens no Mar Mediterrâneo e ao longo das costas de toda a Europa, a sua primeira viagem à volta do mundo, que daria início a uma série de viagens de circum-navegações memoráveis, foi efetuada em 1877. 
No verão de 1882 realizou um cruzeiro que o levou a várias localidades costeiras de Espanha, como Málaga e Cádis, antes de se dirigir para a ilha de Alboràn. Depois de atravessar o estreito de Gibraltar, visitou a ilha da Madeira, as ilhas Selvagens e as ilhas Canárias. Durante a expedição, o capitão D'Albertis recolheu várias espécies de algas marinhas, algumas delas raras ou ainda desconhecidas, principalmente em três locais das ilhas Canárias (ilha de Tenerife, Lanzarote e La Graciosa). As espécies recolhidas foram identificadas pelo ficólogo Antonio Piccone que as publicou em monografia.
A travessia que o tornaria famoso no mundo dos navegadores foi organizada em 1891, na véspera do 400º aniversário da descoberta da América por Cristóvão Colombo. Para essa viagem, realizada em 1893, d'Albertis mandou construir um iate, o Corsaro, especialmente para o efeito e com ele reconstituiu a rota de Colombo. Em vinte e sete dias de navegação, utilizando os mesmos instrumentos usados por aquele navegador, chegou à ilha de San Salvador (Guanahani  ou Watling Island), nas Caraíbas, utilizando instrumentos náuticos que ele próprio reconstruiu, segundo o modelo dos que eram utilizados na época do grande navegador Cristóvão Colombo. Daquela ilha das Caraíbas, viajou para Nova Iorque, onde recebeu a saudação oficial das autoridades norte-americanas.
A viagem de regresso à Europa não foi tão confortável para d'Albertis como a viagem de ida, apesar de ter sido efetuada a bordo de um dos quatro navios-escola da Academia Naval de Livorno, que o aguardavam ancorados em New York. De facto, o navio em que viajava o capitão foi atingido por uma tempestade que provocou ondas de cerca de dez metros de altura quando se encontrava ao largo da ilha da Terra Nova e só depois de alguns dias de navegação é que conseguiu sair da tempestade.
De regresso à sua cidade, d'Albertis começou então a frequentar o grupo de exploradores e naturalistas que se tinham reunido em torno do marquês Giacomo Doria, procurando tornar-se útil aos trabalhos de exploração e investigação oceanográfica, efetuando, durante as suas viagens, análises dos mares, dos peixes e da flora que encontrava. Explorador, mas também cientista, efetuou campanhas de escavação com Arturo Issel em algumas das muitas grutas da Ligúria e acompanhou o entomólogo Raffaello Gestro em trabalhos de campo.
O Corsaro terminou a sua atividade participando nas festividades da inauguração do Canal de Kiel em 1895, pois na viagem de regresso foi abalroado ao atravessar o Canal da Mancha.
Em 1900, iniciou o período de investigação sobre África. Viajou pela Tripolitânia, Argélia e Tunísia, depois pela Eritreia (1902), Somália (Benadir) (1905) e várias vezes para o Egito e Sudão. Foi durante este período que conheceu o egiptólogo Ernesto Schiaparelli e participou em escavações em Luxor, no Vale das Rainhas.
Em 1906, visitou a África Oriental, Harrar, Uganda e o Lago Vitória e, em 1908, circum-navegou África, visitando Joanesburgo. Dois anos mais tarde, em 1910, efetuou a sua terceira e última viagem à volta do mundo.
Com o início da Primeira Guerra Mundial, voluntariou-se para patrulhar o Mar Tirreno, tendo sido condecorado com a Cruz de Guerra (Itália) (Croce di guerra al valor militare).
A residência oficial do capitão sempre foi em Génova, no Castello di Montegalletto, mas na realidade viveu muito pouco lá. Quando não estava em viagem, ou no Egito para recuperar do reumatismo e da artrite, refugiava-se de bom grado no seu eremitério em Capo Noli (em Noli), uma construção de madeira com vista para o mar em estilo colonial semelhante a uma cabina de navio, ou ia para a torre de Campese, na ilha de Giglio.

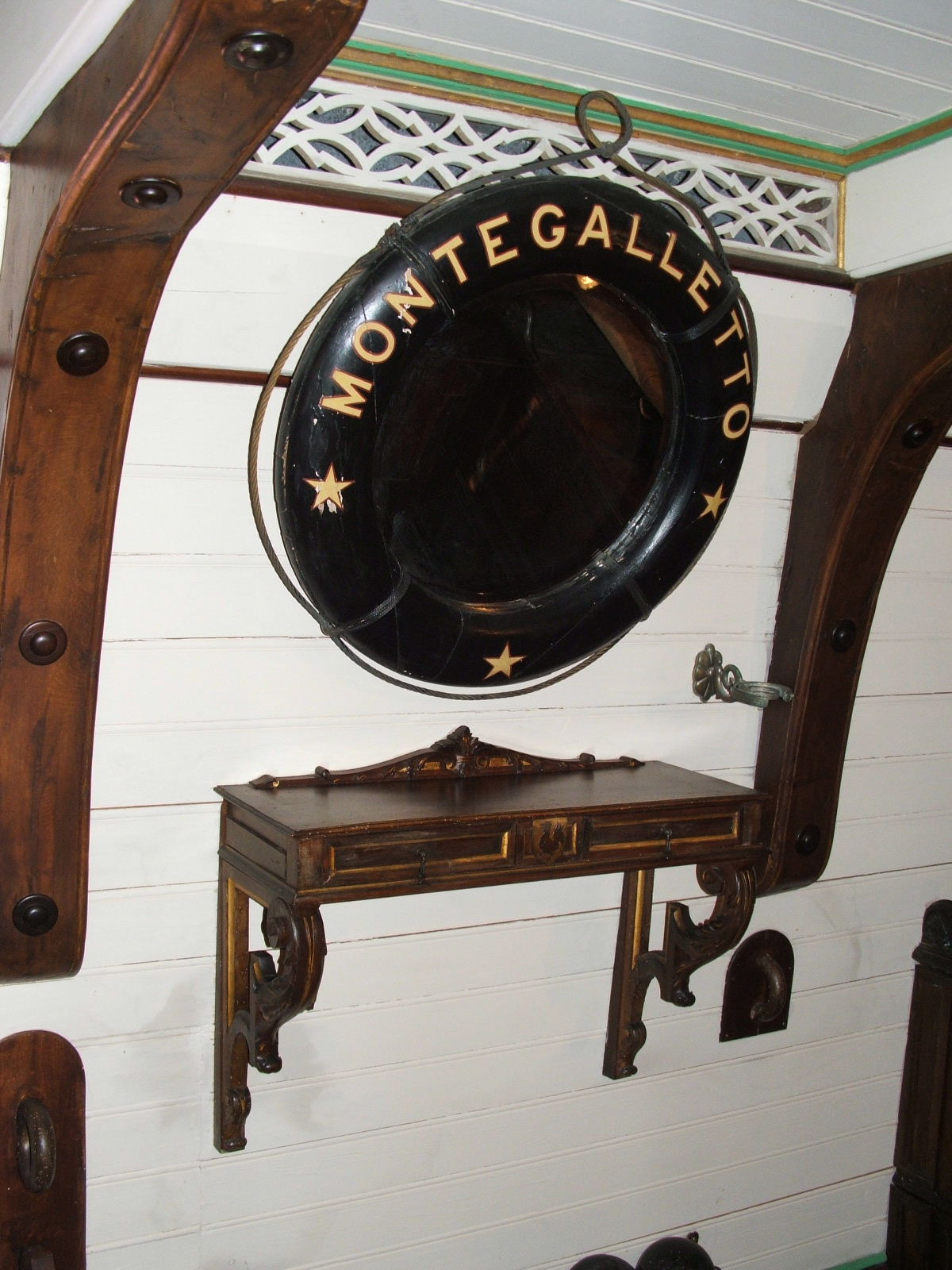
Espelho.
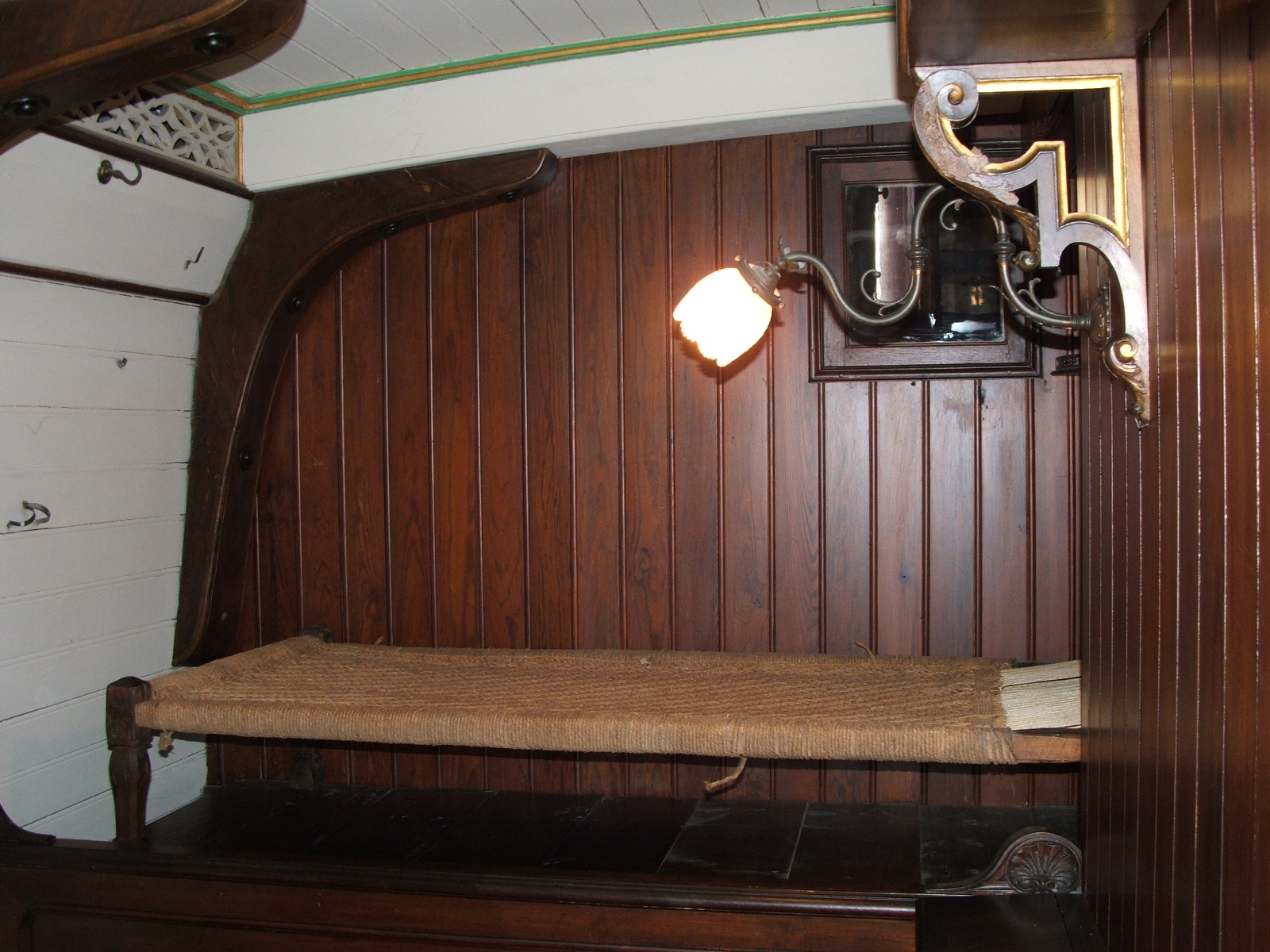
Beliche.
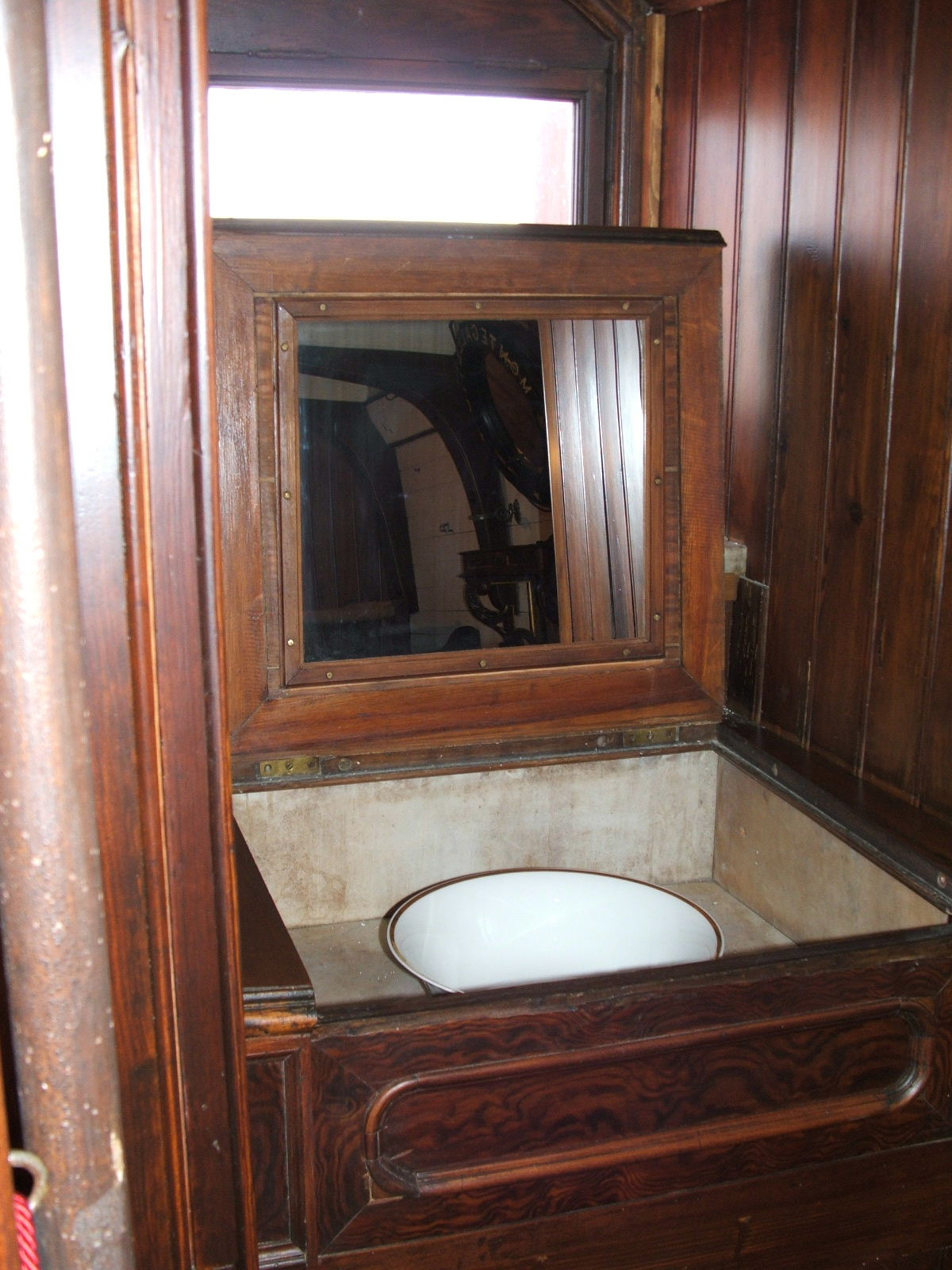
Lavabo.
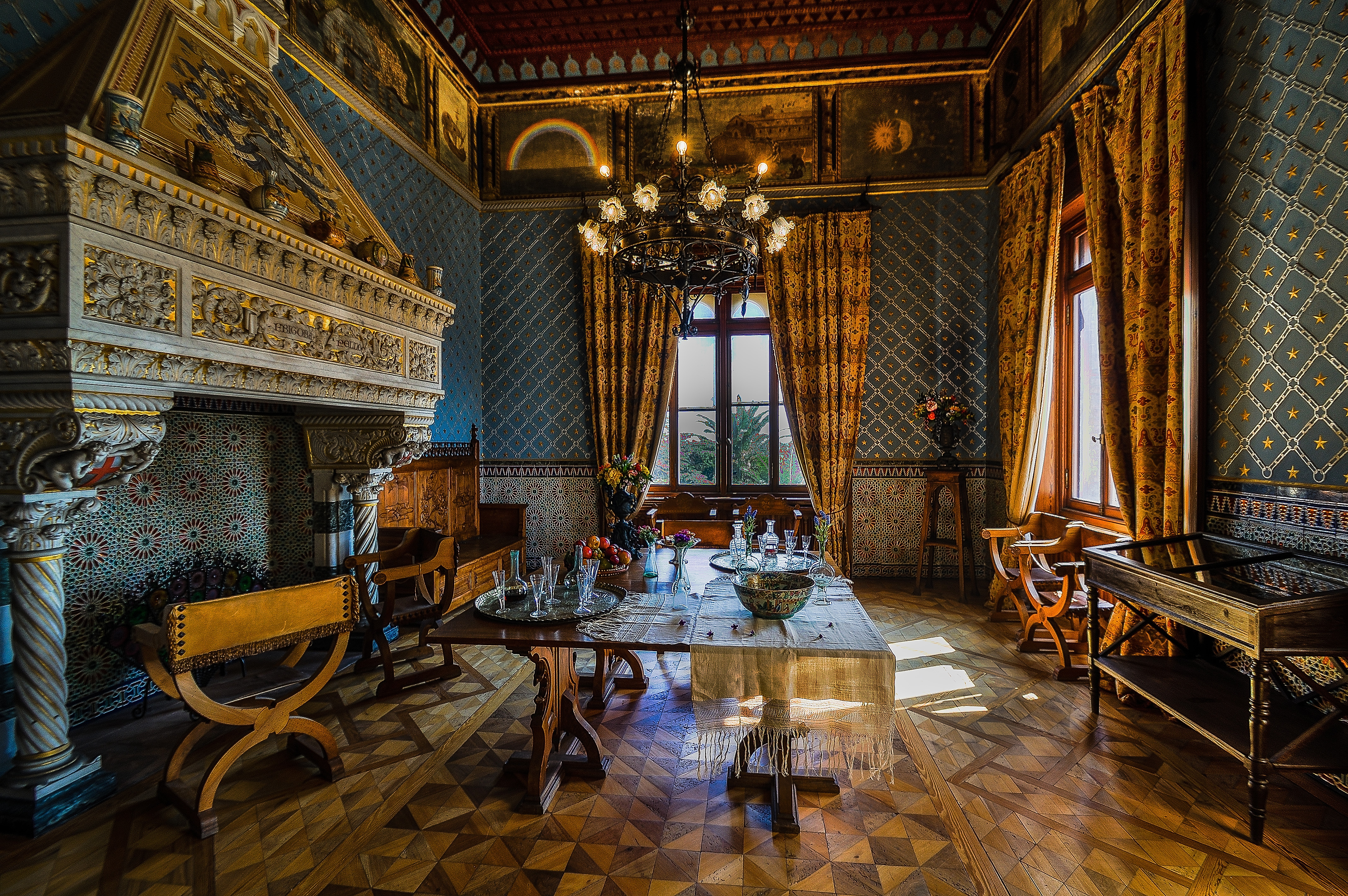
Sala dos navegadores.
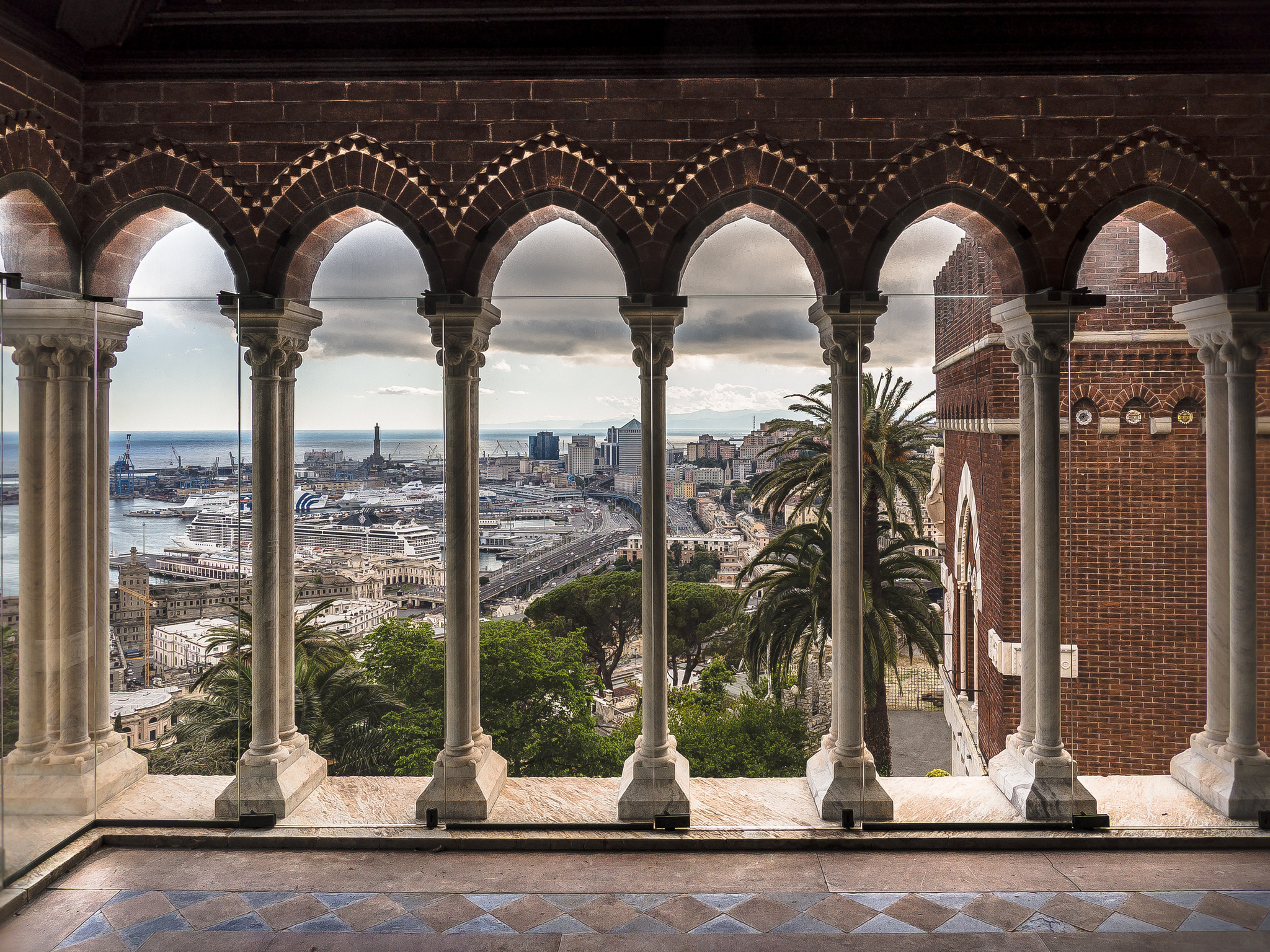
Vista sobre o porto a partir da varanda superior.

Alguns dos compartimentos do Castello d'Albertis, antiga residência do capitão, decorados no estilo puramente náutico adotado nos navios com os quais costumava fazer as suas travessias.
Foi amigo de importantes personalidades do mundo científico e político, entre as quais Giacomo Doria, Arturo Issel, Leonardo Fea, Odoardo Beccari, Paolo Thaon di Revel, Umberto Cagni e Luigi Salvatore d'Asburgo-Lorena.
Ao longo da sua vida, d'Albertis cultivou uma paixão pelos relógios de sol. Construiu 103 deles, onze dos quais só no seu castelo genovês de Montegalletto. Muitos encontram-se espalhados pelas aldeias de montanha, onde passava muito tempo, porque o alpinismo era também uma das suas grandes paixões. Realizou cinco em Puglia, das quais o único que subsiste é o de Brindisi, construído em 1917, colocada na parede a sul do edifício que alberga a capitania do porto, cujo lema diz: Salve a chi arriva, salve a chi riparte. Ferrei cetacei, aquile di guerra, l'ora vi do con vecchia scienza ed arte (Saudações aos que chegam, saudações aos que partem. Cetáceos ferozes, águias de guerra, a hora vos dou com velha ciência e arte). Outros relógios solares da sua autoria encontram-se em portos do Egito, da Líbia e da Albânia. O primeiro data de 1875, o último foi construído em 1928, altura em que já tinha oitenta anos.

## Marinheiro e cavalheiro
Uma descrição sugestiva, e presumivelmente fiável, do capitão Enrico Alberto d'Albertis, é a fornecida por um cronista desconhecido do Il Caffaro, um dos jornais mais vendidos em Génova no final do século XIX, que teve o privilégio de visitar a residência do navegador no Castello d'Albertis e de conhecer bem o explorador, que descreve como aquele navegador taciturno com um casaco de pele de foca. É assim que o cronista, também autor de uma caricatura do capitão, recorda o encontro no suplemento do Il Caffaro de 1 de maio de 1892:
O Capitão d'Albertis [...] é uma das mais belas figuras de marinheiro que alguma vez conheci. Vestia-se assim, com um casaco de pele de foca e um gorro de lã, num dia de neve em que, derrubado pelo vento e gelado pelo frio, me hospedou em Monte Galletto. Era grande, magro, a pele bronzeada pelos longos cruzeiros, a barba espessa e cerdosa, o cabelo abandonado numa despreocupação simpática, as sobrancelhas grossas, à sombra das quais brilhavam dois olhos muito inteligentes. [...] De poucas palavras, franco, por vezes quase rude, abomina todos os modos convencionais de etiqueta, mas ao aproximar-se dele não se pode deixar de apreciar esse carácter franco e leal, do qual transparece toda a crueza do mar. Em todos os seus escritos, revela uma extraordinária competência nas coisas do mar, nas necessidades da nossa marinha e da marinha mercante, do nosso comércio.
Durante as suas viagens, D'Albertis reuniu uma importantíssima coleção de armas da Malásia, da Austrália, da Turquia, das Américas e de Espanha, incluindo lanças, flechas, bestas de todos os tipos e tamanhos, muitos trajes e uma infinidade de utensílios exóticos, hoje reunidos no Museu das Culturas do Mundo em Génova.
Também aqui, o cronista anónimo de Il Caffaro, que recorda que os objetos que mais o intrigaram durante uma visita ao Castello d'Albertis foram uma sereia dissecada e um gongo, uma espécie de tan-tan, que, quando foi posto em funcionamento, podia competir com o grande sino da Torre de vigia genovesa. Nas coleções do castelo, a bela, moderna e deslumbrante arte, acrescenta o cronista, estava presente na escultura representando o jovem Cristóvão Colombo, de Giulio Monteverde, e na arqueologia pela armadura de Fabrizio del Carretto, de Ithodio magistro.
A expressão latina Tenacior catenis (a mais forte das cadeias) era o lema do capitão Enrico d'Albertis, que, no cume do Monte Galletto, em pouco mais de dois anos, ergueu aquele conjunto de torres, torreões e varandas que, artisticamente agrupados, constituem o seu castelo medieval.
O brasão de armas dos d'Albertis é em azul, com cadeias de prata partindo dos cantos do escudo, unidas ao centro por um anel; no quarto, em baixo, uma estrela de cinco pontas em ouro; o brasão ostenta um leopardo em ascensão. O brasão sintetiza a tenacidade, a força, a audácia, a coragem e responde maravilhosamente ao carácter do cavaleiro para quem brilha.
Enrico d'Albertis faleceu em Montegalletto em 1932, deixando a sua casa senhorial e todas as coleções nela contidas como doação ao município de Génova, com o desejo de que fosse feito um museu, um desejo que foi realizado com a renovação do castelo como Museu das Culturas do Mundo (Museo delle Culture del Mondo).
Um livro, La sfida della conoscenza - Alberto I di Monaco e Enrico A. d'Albertis (O Desafio do Conhecimento - Alberto I do Mónaco e Enrico A. d'Albertis), reúne uma antologia de trechos das obras de Alberto I do Mónaco e de Enrico d'Albertis, dois navegadores que, com as suas viagens marítimas, contribuíram para o avanço do conhecimento oceanográfico.
Entre estas obras, que obtiveram grande êxito, destaca-se Crociera del Corsaro alle Azzorre, relato da viagem que em Agosto de 1886 o levou ao arquipélago açoriano.

## Obras publicadas
A sua vida foi caracterizada por uma multifacetada experiência de navegador e estudioso. A gnomónica teórica e aplicada à navegaçãe  à construção de relógios solares preencheu a última fase da sua existência. Interessou-se pela arte náutica não só nas suas várias dimensões técnicas, como também no seu papel histórico e civilizacional. A sua forma mentis plenamente positivista revela-se na paixão por todas as ciências naturais, pela economia e pela história em geral, como demonstrado na sua longa série de navegações, narradas em doze livros que bem demonstram a vastidão dos seus interesses, aliando o gosto pela aventura marítima à observação fidedigna e cuidada das terras visitadas. Para além das monografias, são numerosas as obras publicadas por Enrico Alberto d'Albertis. Entre elas contam-se:
- «Campagna dello yacht Corsaro in America», in Rivista Marittima, anno XXVI, fascicolo XII, supplemento, Roma 1893, pp. 5 – 29.
- «Come la navigazione da diporto possa validamente contribuire allo studio della Geografia fisica dei mari e dei laghi» in Atti I Cong. Geogr. It., (Genova 1892), Genova, 1894 vol. II, pp. 72–92.
- «Come si formarono le cascate dello Zambesi», Caffaro di Genova, 22 de novembro de 1908.
- Crociera del Corsaro a San Salvador, Milano, Treves, 1898; Torino, Paravia, 1920.
- Crociera del Corsaro alle Azzorre, Milano, Treves, 1888.
- Crociera del Corsaro alle isole Madeira e Canarie, Genova, R. Istituto Sordomuti, 1884; Torino, Paravia, 1912.
- Crociera del Violante comandato dal Capitano Armatore E. d'Albertis durante l'anno 1876, Genova R. Istituto Sordomuti, 1877.
- «Davanti alle grandi cascate dello Zambesi», Caffaro di Genova, 18 de novembro de 1908.
- «Della balestriglia e dell'istrumento astronomico adoperato dal pilota indiano Maleno Canà nel primo viaggio alle Indie fatto da Vasco de Gama nel 1497-1499», in Atti I Congr. Geogr. It. (Genova, 1892), Genova, 1894 vol. II, pp. 368–372.
- «Di fronte alle cascate Vittoria», Caffaro di Genova, 20 de novembro de 1908.
- «Il Niagara africano», Caffaro di Genova, 19 de novembro de 1908.
- In Africa Victoria Nyanza e Benadir, Bergamo, Istituto Arti Grafiche, 1906.
- «Intorno alle cascate dello Zambesi», Caffaro di Genova, 21 de novembro de 1908.
- «La bandiera italiana a San Salvador», Caffaro di Genova, 18 de outubro de 1894.
- «La forza idraulica delle cascate dello Zambesi», Caffaro di Genova, 23 de novembro de 1908.
- "Le costruzioni navali e l'arte della navigazione ai tempi di Cristoforo Colombo", in Raccolta di documenti e studi, pubblicata dalla R. Commissione Colombiana per il IV centenario della scoperta dell'America", Roma, parte IV, vol. 1, 1893.
- «Lettere dall'altro emisfero», N. 16 puntate. Supplemento al Caffaro di Genova, 21 de outubro-15 de novembro de 1896.
- «Memoria storica sulle comunicazioni interoceaniche attraverso il grande istmo americano e breve cenno sui diversicanali progettati», in Giornale della Soc. delle letture e conversazioni scientifiche di Genova, Genova III, t. IX, pp. 8–51, Genova Tip. Sambolino, 1879.
- Periplo dell'Africa, Libreria Int. F.lli Treves, Genova, 1910.
- «Priorità dei Genovesi nella scoperta delle Azzorre», in Atti del Terzo Congresso Geografico Italiano, vol. II, pp. 423-438. Tipografia Ricci, Firenze 1899.
- «Sulla traccia del primo viaggio di Cristoforo Colombo verso l'America», in Boll. Soc. Geogr. It., Roma, S. III, vol. VI (1893), pp. 741–751.
- Una crociera sul Nilo, Khartoum, Gondokoro, Torino, Paravia, 1904; Torino, Paravia, 1911.
- «Una gita al Kordofan», Caffaro di Genova, 14-15 de maio de 1912 (2 puntate).
- Una gita all'Harrar, Milano, Treves, 1906.
- «Una gita alle rovine di Zimbabui», in Boll. Soc. Geogr. It.., Roma s. IV, vol. IX (1908), pp. 1251–1283.
- «Una notte al Cabo Tormentoso», Caffaro di Genova, 30 setembro-12 de outubro de 1908.
- «Una visione dell'Isola di Ascensione», Caffaro di Genova 3 de dezembro de 1908.
- «Una visita a  Giuseppe Garibaldi. Reminiscenze», Ann. Del R. Yacht Club Italiano, 1911.
- «Una visita all'isola di Sant'Elena» (2 puntate), Caffaro di Genova, 24-25 de agosto de 1908.
- «Una visita alla gran diga di Assuan», Caffaro di Genova 31 de março de 1908.
- «Victoria Falls - Tre giorni alle grandiose cascate dello Zambesi», Caffaro di Genova, 16 de novembro de 1908.